# Dennis Young (homme politique)
Dennis Charles Young, né en 1936 et mort en mars 2008, est un homme d'État papou-néo-guinéen.

## Biographie
Né au Royaume-Uni, il émigre en Papouasie-Nouvelle-Guinée durant l'ère coloniale australienne et y devient directeur d'une diversité d'entreprises à partir des années 1960,.
Aux élections législatives de 1972 (en) qui préparent l'indépendance de la colonie, il est élu gouverneur de la province de la baie de Milne, et de ce fait député de cette province à la Chambre d'Assemblée de la colonie, remportant 50,8 % des voix face à son unique adversaire. La Papouasie-Nouvelle-Guinée devient indépendante en 1975, et Dennis Young est ainsi l'un des premiers membres du Parlement national, qui remplace automatiquement la Chambre d'Assemblée au moment de l'indépendance. Il est toutefois très largement battu aux élections de 1977 (en) par Sir John Guise, vice-ministre en chef juste avant l'indépendance puis premier gouverneur général du pays de 1975 à 1977, qui renonce à la fonction de gouverneur général et brigue un siège au Parlement dans l'espoir de devenir Premier ministre.
Dennis Young retrouve son poste de gouverneur-député de la baie de Milne aux élections de 1982 (en), devançant assez largement six autres candidats. Réélu confortablement en 1987 (en) face à huit autres candidats, il est élu président du Parlement pour la législature 1987-1992,. Battu aux élections de 1992 (en), il est fait chevalier commandeur de l'ordre de Saint-Michel et Saint-Georges par la reine de Papouasie-Nouvelle-Guinée, Élisabeth II, en 1999. Aux élections de 2002, c'est cette fois dans la circonscription de Kiriwina qu'il se présente sans succès.